# Iso Allasjärvi
Iso Allasjärvi är en sjö i Finland. Den ligger i kommunen Alavo i landskapet Södra Österbotten, i den sydvästra delen av landet, 280 km norr om huvudstaden Helsingfors. Iso Allasjärvi ligger 115,8 meter över havet. Den är 1,7 meter djup. Arean är 3,59 kvadratkilometer och strandlinjen är 18,81 kilometer lång. Sjön  ingår i Lappo å huvudavrinningsområde.   I omgivningarna runt Iso Allasjärvi växer i huvudsak blandskog.
I övrigt finns följande i Iso Allasjärvi:
- Isokari (en ö)
- Kutusaaret (en ö)
- Rumissaari (en ö)
- Salmensaari (en ö)